# 福島市立岡山小学校
福島市立岡山小学校（ふくしましりつ おかやま しょうがっこう）とは、福島県福島市にある公立小学校である。

## 概要
福島市中心市街地から阿武隈川をはさみ東部地域南部を学区とし、国道115号（中村街道）沿い、文知摺観音の門前に位置する。2020年5月1日現在、19学級413名の児童が在籍する。

## 沿革
- 1873年2月 - 福島学校の支校が後の岡山村に設けられる（翌年9月廃止）。
- 1888年4月29日 - 前身となる学校が開校する。
- 1947年3月 - 信夫郡岡山村が福島市に編入されたことにより、岡山村立岡山国民学校から福島市立岡山国民学校へ校名が変更される。
- 1947年4月 - 学校教育法施行により福島市立岡山小学校へ校名が変更され、福島市立岡山中学校が併設される。
- 1977年4月 - 岡山幼稚園が併設される。
- 1980年1月30日 - 現在の北側校舎（RC造3階建）が竣工する。
- 1981年2月20日 - 現在の南側校舎（RC造3階建）が竣工する。
- 1992年3月21日 - 水泳プール（25m×10m 6コース）が竣工する。
- 2017年3月 - 福島市立大波小学校が廃止され、当校に統合される。

## 学校行事
| - 4月 - 5月 - 6月 | - 7月 - 8月 - 9月 | - 10月 - 11月 - 12月 | - 1月 - 2月 - 3月 |

## 通学区域
- 東部地区
  - 山口
  - 岡部
  - 岡島
  - 大波

## 進学先中学校
- 福島市立福島第三中学校[3]

## 学区 / 校区内の主な施設
- 国道115号（中村街道）
- 福島県道317号山口保原線
- 文知摺観音
- 福島市役所東部支所・福島市もちずり学習センター・福島市東部体育館
- 福島市役所東部支所大波出張所
- 文知摺郵便局
- 福島市小鳥の森
- あぶくま親水公園
- 医療法人篤仁会富士病院
- まるいちフードセンター岡部店
- ダイソー岡部店

## 交通
- JR福島駅東口より福島交通路線バス文知摺行乗車、文知摺バス停より徒歩3分[4]。